# محمود رضا
محمود رضا (18 مارس 1930 - 10 يوليو 2020) هو مصمم رقص مصري. أول من أسس الرقص الشعبي في مصر، حيث طاف بعدة بلدان بالصعيد والأرياف حتى يتعرف على العادات والتقاليد، وطريقة اللبس والرقص في الأفراح والمناسبات.

## حياته
ولد في محافظة القاهرة بدأ هاويا للرقص الإيقاعي، ثم تتلمذ على يد أخيه الأكبر علي رضا، وتخرج من كلية التجارة جامعة القاهرة عام 1954، ثم عمل راقصاً في العديد من الأفلام، وكوّن فرقة رضا للفنون الشعبية عام 1959 التي اعتمدت على استعراضات الرقص الشعبي. صمم العديد من الرقصات سواء في الأفلام أو في المسلسلات.
تزوج من السيدة خديجة فهمي أخت فريدة فهمي

## تكوين فرقة رضا
فكر الفنان محمود رضا في تكوين أول فرقة خاصة للفنون الشعبية بالاشتراك مع الراقص الأول والمصمم والمؤلف الموسيقي علي رضا، والراقصة الأولى فريدة فهمي بعد الرحيل المفاجئ للفنانة نعيمة عاكف بالإضافة إلى خبرتها في التدريب وتصميم الأزياء، وهكذا قدمت فرقة رضا أول عروضها على مسرح الأزبكية في أغسطس عام 1959، وقد بلغ عدد أعضائها عند التأسيس 13 راقصة و 13 راقصاً و 13 عازفاً، أغلبهم من المؤهلين خريجي الجامعات، وصمم محمود رضا الرقصات التي استوحاها من فنون الريف والسواحل والصعيد والبرية، وقام بإخراجها تحت إشراف الدكتور حسن فهمي ورعايته، وبفضل هذا التكوين الراقي اكتسب فن الرقص احترام كافة طبقات المجتمع.

## التأميم
وفي عام 1961 صدر قرار جمهوري بتأميم الفرقة ضمن قرارات التأميم العشوائي وقتها. وأصبحت الفرقة تابعة للدولة وقام على إدارتها الشقيقان محمود وعلي رضا، وفي عام 1962 انتقلت عروض الفرقة إلى مسرح متروبول حيث أصبح لها منهج خاص وملامح مميزة في عروض الرقص الشرقي، ثم كان اللقاء الفني بين محمود رضا والموسيقار علي إسماعيل الذي أثمر أول أوركسترا خاص بالفنون الشعبية بقيادته والذي أعاد توزيع الموسيقى لأعمال الفرقة السابقة، وقام بتلحين العديد من الأوبريتات الاستعراضية.
حصل على الجائزة الأولى والثانية: عن رقصة «النوبة» (الميدالية الذهبية) الثالثة: عن رقصة «يا مراكبي» (الميدالية الذهبية). الجائزة الأولى والميدالية الذهبية في مهرجان جوهانسبرغ 1995، كما حصلت الفرقة على العديد من الشهادات التقديرية في جميع العروض الداخلية والخارجية، وما زالت تشارك في العديد من المناسبات الفنية والقومية والعالمية والمؤتمرات الدولية والمهرجانات.

## أعماله

### الأفلام
- 1949: أحبك أنت
- 1950: بابا أمين
- 1954: عروسة المولد
- 1955: أغلى من عينيه
- 1956: قلوب حائرة
- 1957: فتى أحلامي
- 1958: غريبة
- 1958: ساحر النساء
- 1959: قبلني في الظلام
- 1959: عفريت سمارة
- 1962: وفاء للأبد
- 1962: إجازة نصف السنة
- 1965: حب للجميع
- 1967: غرام في الكرنك
- 1970: حرامي الورقة
- 1971: غرام في الطريق الزراعي
- 1977: كفاني يا قلب

### المسلسلات
- 2008: قمر 14

## وصلات خارجية
- محمود رضا على موقع أوليمبيديا (الإنجليزية)
- محمود رضا على موقع IMDb (الإنجليزية)
- محمود رضا على موقع قاعدة بيانات الأفلام العربية